# نقض ایمان: خانواده پلیس ۲
نقض ایمان: خانواده پلیس ۲ (انگلیسی: Breach of Faith: A Family of Cops 2) یک فیلم تلویزیونی اکشن و جنایی آمریکایی محصول سال ۱۹۹۷ با بازی چارلز برانسون است. این فیلم دنباله‌ای بر فیلم خانواده پلیس (۱۹۹۵) می‌باشد.

## بازیگران
- چارلز برانسون نقش پاول فین
- جو پنی در نقش بن فین
- داین لد در نقش شلی فین
- سباستین اسپنس در نقش ادی فین
- باربارا ویلیامز در نقش کیت فین
- آنجلا فیدراستون در نقش جکی فین